# 또봇 V
《또봇 V》(영어: Tobot Galaxy Detectives, 중국어: 機器戰士 宇宙奇兵)는 2018년부터 2021년까지 방송되었던 또봇 시리즈의 3번째 작품이다. 완구 판매 부진으로 인하여 3기 32화까지만 방영되었다.

## 줄거리

### 또봇V 1기(방영일: 2018년 7월)
어느날 갤럭시웨폰을 찾는 꼬마 탐정 강태양,친구들이랑 같은 갤럭시 탐정단이랑 합류한다.
그리고 스피드 몬스터,로켓을 찾고 있고, 사건을 해결할 것 인가?

### 또봇V 2기(방영일: 2020년 3월)
스마일시티에서 평범하게 살고있는 필승이.놀이터에서 발견한 시계를 줍고 겔럭시웨폰 4호의 주인이
된다.이때 지구를 파괴하려고 하는 데몬스와 그의 부하들!과연 필승이는 또봇들과 함께 스마일시티를 구할 수 있을까?

### 또봇V 3기(방영일: 2021년 3월)
현재 스마일시티에서 미래로 돌아온다. 신전사 필승이의 아들 파일럿은 미래 신전사 오태풍.
우주 수호자를 발견하고, 시계를 줍고 겔럭시웨폰 6호의 주인이 된다. 그리고 미래의 간부가 나타나고,
미래 우주수호대 또봇과 함께 미래의 스마일시티를 지키고, 우주를 수호할까?

## 등장 또봇

### 레스큐팀 (레스큐 R (코드네임: 또봇 R), 레스큐 Y (코드네임: 또봇 Y), 레스큐 ZERO (기아 봉고(4세대(2004년~2027년))) (코드네임: 또봇 Z))
《변신자동차 또봇》의 또봇 R, 어드벤처 Y과 또봇 ZERO (기아 봉고 (4세대(2004년~2027년)))의 재탕.

### 알파플러스
《애슬론 또봇》의 애슬론 알파의 재탕.

### 그랜드 챔피언
《애슬론 또봇》의 챔피언(애슬론 알파 + 애슬론 베타 (기아 K5 (2세대(2015년~2019년))) + 애슬론 세타)의 재탕.

## 목소리 출연
- 김선혜: 강태양
- 김보나: 스웨그
- 엄상현: 스피드, 콩두
- 임채헌: 몬스터, 강상도(태양 아빠)
- 신용우: 로켓, 남규만, X맨, ZERO
- 김영선: 캡틴 폴리스, 별고리
- 전해리: 김연경, 이지혜
- 윤미나: 이니, 이지우
- 전태열: 미니, R
- 하성용: 마니, Y
- 홍소영: 박격포, 할머니, 남희 엄마
- 안경진: 남희
- 양정화: 로비, 로지 공주
- 홍시호: 천하대장군
- 정영웅: 탱크 가이
- 남도형: 빅트레일, 빅트롤
- 구자형: 트롤, 마스터V
- 이민규: 바이킹 나인
- 성완경: 드래곤
- 홍범기: 슈퍼 드릴러
- 김광국: 파워 트레인
- 강수진: 소닉 스텔스
- 강구한: 블랙독
- 김혜성: 로크
- 서반석: 키메라
- 소정환: 히드라
- 이현: 알파플러스
- 안장혁: 스톰조
- 한신: 타이탄 세이버
- 이인성: 마술사

### 또봇 V 2기
- 양정화: 오필승 특별출연 로비, 로지 공주
- 여민정: 오바다, 로보슈타인
- 김나율: 보리
- 전숙경: 필승 엄마
- 김가령: 필승 아빠
- 조현정: 버블캣
- 성완경: 레오카이저, 맥시머스V
- 김영선: 캡틴잭, 데몬스
- 심규혁: 라이트닝, 징이루, 무시 케라톱스
- 이민규: 울트라 커맨더
- 전태열: 에어팡, 실버호크, 특별출연 미니
- 하성용: 보트킹, 클래식, 특별출연 마니
- 홍범기: 탱크도리, 옥토누스, 특별출연 슈퍼드릴러
- 신용우: 기간트V, 플러피, 기간트 세이버, 특별출연 로켓
- 이현: 트윈블레이드
- 특별출연
- 김선혜: 강태양
- 윤미나: 이니
- 엄상현: 스피드, 콩두
- 임채헌: 몬스터
- 구자형: 마스터 V

### 또봇 V 3기
- 김서영: 오태풍
- 여민정: 김하늘, 한송이(태풍의 엄마), 코코리
- 홍범기: 나 세바스찬, 켈 베로킹1
- 엄상현: 오필승(태풍의 아빠), 켈 베로킹2, 에어하이드
- 신용우: 나 프란체스코(세바스찬의 아빠), 김설록(김하늘의 아빠), 리젠트
- 임채헌: 와일드 치프, 우주수호대장
- 김영선: 타키온, 타이탄V
- 구자형: 제트 썬더
- 성완경: 테라킹, 슈퍼기어, 킹 포트란, 파워로더
- 양정화: 싸이킹
- 홍시호: 빅보스, 흑기사
- 전태열: 몽키몬
- 홍소영
- 장예나
- 김명준
- 이지현

## 등장인물

### 강태양
꼬마 탐정단이다.

### 오필승
오바다의 친형, 히어로가 되고 싶다.

### 오태풍
오필승을 계승해 미래의 또봇 V 파일럿

## 방송 목록

### 시즌 1
| 회차       | 회차       | 방송 일자                      | 제목            | 첫 등장한 또봇 |
| 15분판     | 30분판     | 방송 일자                      | 제목            | 첫 등장한 또봇 |
| ---------- | ---------- | ------------------------------ | --------------- | --- |
| 1화        | 1회        | 정의의 질주                    | 2018년 7월 9일  | 스피드 몬스터 로켓 |
| 2화        | 1회        | 도시를 지켜라                  | 2018년 7월 10일 | |
| 3화        | 2회        | 사라진 전기                    | 2018년 7월 11일 | |
| 4화        | 2회        | 고릴라 탈출사건                | 2018년 7월 12일 | |
| 5화        | 3회        | 동굴 대모험                    | 2018년 7월 13일 | |
| 6화        | 3회        | 콩두의 등장                    | 2018년 7월 14일 | |
| 7화        | 4회        | 할머니의 생신                  | 2018년 7월 15일 | |
| 8화        | 4회        | 우주 쓰레기를 치워라           | 2018년 7월 16일 | |
| 9화        | 5회        | 내 친구 로비                   | 2018년 7월 16일 | |
| 10화       | 5회        | 위험한 뻐꾸기 시계             | 2018년 7월 17일 | |
| 11화       | 6회        | 긴급출동! 레스큐팀             | 2018년 7월 18일 | 레스큐 R (《변신자동차 또봇》의 또봇 R의 재탕) 레스큐 Y (《변신자동차 또봇》의 어드벤처 Y의 재탕) 레스큐 ZERO (기아 봉고 (4세대(2004년~2027년))) (《변신자동차 또봇》의 또봇 ZERO의 재탕) |
| 12화       | 6회        | 공포의 질주                    | 2018년 7월 19일 | 캡틴폴리스 |
| 13화       | 7회        | 보석 강도를 체포하라           | 2018년 7월 20일 | |
| 14화       | 7회        | 한정품을 사수하라              | 2018년 7월 21일 | |
| 15화       | 8회        | 당첨! 하나 더                  | 2018년 7월 22일 | |
| 16화       | 8회        | 소방서에서 불이야!             | 2018년 7월 23일 | |
| 17화       | 9회        | 메갈로돈의 습격                | 2018년 7월 24일 | 천하대장군 |
| 18화       | 9회        | 수상한 등장! X맨(전편)         | 2018년 7월 25일 | 탱크가이 |
| 19화       | 10회       | 수상한 등장! X맨(후편)         | 2018년 7월 26일 | 강철대장군 (천하대장군 + 탱크가이) |
| 20화       | 10회       | 또봇해전(전편)                 | 2018년 7월 27일 | |
| 21화       | 11회       | 또봇해전(후편)                 | 2018년 7월 28일 | |
| 22화       | 11회       | 신비한 보물지도(전편)          | 2018년 7월 29일 | |
| 23화       | 12회       | 신비한 보물지도(후편)          | 2018년 7월 30일 | |
| 24화       | 12회       | 새로운 또봇을 찾아서           | 2018년 7월 31일 | 빅트레일 트롤 빅트롤 (빅트레일 + 트롤) |
| 25화       | 13회       | 요리경연대회                   | 2018년 7월 31일 | |
| 26화       | 13회       | 엄마의 푸드트럭                | 2018년 7월 31일 | |
| 27화       | 14회       | 팩맨 일당의 차력쇼             | 2018년 7월 31일 | |
| 28화       | 14회       | 게임왕 지우                    | 2018년 7월 31일 | |
| 29화       | 15회       | 공룡이 나타났다!               | 2018년 8월 1일  | |
| 30화       | 15회       | RC카 경주 대회                 | 2018년 8월 2일  | |
| 31화       | 16회       | 아빠의 위험한 출근길           | 2018년 8월 3일  | |
| 32화       | 16회       | 3대합체! 마스터V               | 2018년 8월 4일  | 마스터 V (스피드 + 몬스터 + 로켓) |
| 33화       | 17회       | 갤럭시웨폰의 정체              | 2018년 8월 5일  | |
| 34화       | 17회       | X맨의 무서운 음모              | 2018년 8월 6일  | |
| 35화       | 18회       | 대결! 또봇 VS 또봇(전편)       | 2018년 8월 7일  | |
| 36화       | 18회       | 대결! 또봇 VS 또봇(후편)       | 2018년 8월 8일  | |
| 37화       | 19회       | 또봇! 우정을 알려줘            | 2018년 8월 9일  | |
| 38화       | 19회       | 파괴의 왕! 드래곤(전편)        | 2018년 8월 10일 | 슈퍼드릴러 |
| 39화       | 20회       | 파괴의 왕! 드래곤(후편)        | 2018년 8월 11일 | |
| 40화       | 20회       | 별고리와의 결전                | 2018년 4월 12일 | |
| 41화       | 21회       | 달과 화성의 비밀(전편)         | 2018년 8월 13일 | |
| 42화       | 21회       | 달과 화성의 비밀(후편)         | 2018년 8월 14일 | |
| 43화       | 22회       | 별고리의 무시무시한 부하(전편) | 2018년 8월 15일 | 파워트레인 |
| 44화       | 22회       | 별고리의 무시무시한 부하(후편) | 2018년 8월 16일 | |
| 45화       | 23회       | 괴물 전갈의 습격               | 2018년 8월 17일 | |
| 46화       | 23회       | X맨의 함정                     | 2018년 8월 18일 | |
| 47화       | 24회       | 남희와 장수풍뎅이              | 2018년 8월 19일 | |
| 48화       | 24회       | 바람을 가른다! 소닉 스텔스     | 2018년 8월 20일 | 소닉스텔스 |
| 49화       | 25회       | 팩맨로봇! 모의 최후            | 2018년 8월 21일 | 우주최강 마스터 V (마스터 V + 슈퍼드릴러 + 파워트레인 + 소닉스텔스) |
| 50화       | 25회       | X맨과 갤럭시웨폰               | 2018년 8월 22일 | |
| 51화       | 최종화(26) | 별고리의 대반격                | 2018년 8월 23일 | |
| 최종화(52) | 최종화(26) | 최후의 대결                    | 2018년 8월 24일 | |

### 갤럭시웨폰 4호의 비밀
| 회차       | 회차       | 방송 일자                 | 제목            | 첫 등장한 또봇 |
| 15분판     | 30분판     | 방송 일자                 | 제목            | 첫 등장한 또봇 |
| ---------- | ---------- | ------------------------- | --------------- | --- |
| 1화        | 1회        | 스웨그의 장난             | 2018년 8월 25일 | |
| 2화        | 1회        | 춤추는 컨테이너           | 2018년 8월 26일 | |
| 3화        | 2회        | 수상한 조종사             | 2018년 8월 27일 | |
| 4화        | 2회        | 공포의 슝슝이             | 2018년 8월 28일 | |
| 5화        | 3회        | 캡틴 야옹이               | 2018년 8월 29일 | |
| 6화        | 3회        | 권투왕 알파플러스         | 2018년 8월 30일 | 알파플러스 (《애슬론 또봇》의 애슬론 알파의 재탕) 그랜드 챔피언 (《애슬론 또봇》의 챔피언(애슬론 알파 + 애슬론 베타 (기아 K5 (2세대(2015년~2019년))) + 애슬론 세타)의 재탕) |
| 7화        | 4회        | 도시의 새로운 영웅 스톰조 | 2018년 8월 31일 | 스톰 조 |
| 8화        | 4회        | 비상사태! 작전개시        | 2018년 9월 1일  | |
| 9화        | 5회        | 내 이름은 스웨그          | 2018년 9월 2일  | |
| 10화       | 5회        | 로봇사냥꾼의 등장         | 2018년 9월 3일  | |
| 11화       | 6회        | 사로잡힌 트롤             | 2018년 9월 4일  | |
| 12화       | 6회        | 로봇사냥꾼의 습격         | 2018년 9월 5일  | |
| 13화       | 7회        | 안전제일! 타이탄세이버    | 2018년 9월 6일  | 타이탄 세이버 |
| 14화       | 7회        | 태양의 결심               | 2018년 9월 7일  | |
| 15화       | 8회        | 우리들의 합동작전         | 2018년 9월 8일  | |
| 16화       | 8회        | 블랙독의 꿈               | 2018년 9월 9일  | |
| 17화       | 9회        | 로봇사냥꾼의 새로운 대장  | 2018년 9월 10일 | |
| 18화       | 9회        | 스웨그의 비밀             | 2018년 9월 11일 | |
| 19화       | 최종화(10) | 또봇, 다시 일어나 싸워라  | 2018년 9월 12일 | |
| 최종화(20) | 최종화(10) | 마술사의 3가지 소원       | 2018년 9월 13일 | |

### 시즌 2
| 회차       | 회차       | 방송 일자                  | 제목            | 첫 등장한 또봇                               |
| 15분판     | 30분판     | 방송 일자                  | 제목            | 첫 등장한 또봇                               |
| ---------- | ---------- | -------------------------- | --------------- | -------------------------------------------- |
| 1화        | 1회        | 내가 정의의 히어로라고?    | 2020년 3월 19일 | 레오카이저                                   |
| 2화        | 1회        | 박물관을 점령한 버블캣     | 2020년 3월 26일 | 실버호크                                     |
| 3화        | 2회        | 우주 전기뱀장어의 습격     | 2020년 4월 2일  | 캡틴 잭                                      |
| 4화        | 2회        | 엄마가 위험해!(전편)       | 2020년 4월 9일  |                                              |
| 5화        | 3회        | 엄마가 위험해!(후편)       | 2020년 4월 16일 |                                              |
| 6화        | 3회        | 승리를 향한 지옥훈련       | 2020년 4월 23일 |                                              |
| 7화        | 4회        | 공포의 롤러코스터(전편)    | 2020년 5월 7일  |                                              |
| 8화        | 4회        | 공포의 롤러코스터(후편)    | 2020년 5월 14일 |                                              |
| 9화        | 5회        | 누가 최고의 또봇?(전편)    | 2020년 5월 21일 |                                              |
| 10화       | 5회        | 누가 최고의 또봇?(후편)    | 2020년 5월 28일 |                                              |
| 11화       | 6회        | 낙서의 범인을 찾아라       | 2020년 6월 4일  |                                              |
| 12화       | 6회        | 낭만의 기사 클래식         | 2020년 6월 11일 | 클래식                                       |
| 13화       | 7회        | 휴대폰 악몽에서 깨어나라   | 2019년 5월 18일 |                                              |
| 14화       | 7회        | 스마트 스피커 라이트닝     | 2019년 5월 19일 | 라이트닝                                     |
| 15화       | 8회        | 뭐라고? 또봇이 악당이라고? | 2019년 5월 20일 |                                              |
| 16화       | 8회        | 엉망진창 체육대회          | 2019년 5월 21일 |                                              |
| 17화       | 9회        | 전설의 검을 찾아라         | 2019년 5월 22일 |                                              |
| 18화       | 9회        | 기사 VS 기사               | 2019년 5월 23일 |                                              |
| 19화       | 10회       | 함정에 빠진 바다           | 2019년 5월 24일 |                                              |
| 20화       | 10회       | 3대합체! 맥시머스V         | 2019년 5월 25일 | 맥시머스 V (레오카이저 + 실버호크 + 캡틴 잭) |
| 21화       | 11회       | 마지막 대결(전편)          | 2019년 5월 26일 |                                              |
| 22화       | 11회       | 마지막 대결(후편)          | 2019년 5월 27일 |                                              |
| 23화       | 12회       | 출동! 울트라 커맨더        | 2019년 5월 28일 | 울트라 커맨더                                |
| 24화       | 12회       | 롤러스케이트 대작전        | 2019년 5월 29일 |                                              |
| 25화       | 13회       | 우리는 또봇 레인저스       | 2019년 5월 30일 | 탱크도리 에어팡 보트킹                       |
| 26화       | 13회       | 동물원의 우주괴수          | 2019년 5월 31일 |                                              |
| 27화       | 14회       | 영원히 함께해              | 2019년 6월 1일  |                                              |
| 28화       | 14회       | 폭주 로보카(전편)          | 2019년 6월 2일  |                                              |
| 29화       | 15회       | 폭주 로보카(후편)          | 2019년 6월 3일  |                                              |
| 30화       | 15회       | 고구마의 달콤한 배신       | 2019년 6월 4일  |                                              |
| 31화       | 16회       | 수상한 뽑기기계            | 2019년 6월 5일  |                                              |
| 32화       | 16회       | 마스터V VS 또봇 레인저스   | 2019년 6월 6일  |                                              |
| 33화       | 17회       | 필승이가 커졌어요          | 2019년 6월 7일  |                                              |
| 34화       | 17회       | 뭐라고? 전설의 또봇이라고? | 2019년 6월 8일  | 기간트 V 트윈 블레이드                       |
| 35화       | 18회       | 지진구조대작전             | 2019년 6월 9일  | 기간트 세이버 (기간트 V + 트윈 블레이드)     |
| 36화       | 18회       | V워치를 찾아라             | 2019 6월 10일   |                                              |
| 37화       | 19회       | 화재를 막아라              | 2019년 6월 11일 |                                              |
| 38화       | 19회       | 펭귄을 구해줘              | 2019년 6월 12일 |                                              |
| 39화       | 20회       | 신비한 공룡 보드게임(전편) | 2019년 6월 13일 |                                              |
| 40화       | 20회       | 신비한 공룡 보드게임(후편) | 2019년 6월 14일 |                                              |
| 41화       | 21회       | 코딱지 몬스터를 막아라     | 2019년 6월 15일 |                                              |
| 42화       | 21회       | 노래하는 고래를 지켜줘     | 2019년 6월 16일 |                                              |
| 43화       | 22회       | 갤럭시웨폰 6호를 찾아라    | 2019년 6월 17일 |                                              |
| 44화       | 22회       | 데몬스의 부활을 막아라     | 2019년 6월 18일 |                                              |
| 45화       | 23회       | 최후의 결전                | 2019년 6월 19일 |                                              |
| 46화       | 23회       | 동굴 속의 드래곤           | 2019년 6월 20일 |                                              |
| 47화       | 최종화(24) | 데몬스의 정체              | 2019년 6월 21일 |                                              |
| 최종화(48) | 최종화(24) | 나는 히어로가 될 거야      | 2019년 6월 22일 |                                              |

#### 시즌3 - 우주수호대
| 회차         | 회차       | 방송 일자                    | 제목            | 첫 등장한 또봇                                     |
| 15분판       | 30분판     | 방송 일자                    | 제목            | 첫 등장한 또봇                                     |
| ------------ | ---------- | ---------------------------- | --------------- | -------------------------------------------------- |
| 1화          | 1회        | 반가워 또봇                  | 2019년 6월 23일 | 타키온                                             |
| 2화          | 1회        | 생존 전문가 와일드 치프      | 2019년 6월 24일 | 와일드치프                                         |
| 3화          | 2회        | 에어쇼를 지켜라              | 2019년 6월 25일 | 제트썬더                                           |
| 4화          | 2회        | 태권도를 잘 하고 싶어        | 2019년 6월 26일 |                                                    |
| 5화          | 3회        | 보드게임 대결                | 2019년 6월 27일 |                                                    |
| 6화          | 3회        | 또봇 RC카 레이스             | 2019년 6월 28일 |                                                    |
| 7화          | 4회        | 공룡 친구가 생겼어요!        | 2019년 6월 29일 |                                                    |
| 8화          | 4회        | 엄마 공룡을 찾아라           | 2019년 6월 30일 |                                                    |
| 9화          | 5회        | 햄버거 대 피자 배달 대결!    | 2019년 7월 1일  |                                                    |
| 10화         | 5회        | 초롱이가 커졌어요            | 2019년 7월 2일  |                                                    |
| 11화         | 6회        | 우주 세균을 막아라           | 2019년 7월 3일  |                                                    |
| 12화         | 6회        | 음식 축제에 나타난 메뚜기 떼 | 2019년 7월 4일  |                                                    |
| 13화         | 7회        | 레슬링 로봇을 이겨라         | 2019년 7월 5일  | 리젠트                                             |
| 14화         | 7회        | 태풍이와 콩나무              | 2019년 7월 6일  |                                                    |
| 15화         | 8회        | 플랜킹을 키워라!             | 2019년 7월 7일  |                                                    |
| 16화         | 8회        | 거울 로봇을 물리쳐라         | 2019년 7월 8일  |                                                    |
| 17화         | 9회        | 수족관 대소동                | 2019년 7월 9일  | 빅보스                                             |
| 18화         | 9회        | 버스를 부탁해                | 2019년 7월 10일 |                                                    |
| 19화         | 10회       | 게임 속으로                  | 2019년 7월 11일 |                                                    |
| 20화         | 10회       | 놀이공원이 살아있다!         | 2019년 7월 12일 |                                                    |
| 21화         | 11회       | 3대합체! 타이탄V             | 2019년 7월 13일 | 타이탄 V (타키온 + 와일드치프 + 제트썬더)          |
| 22화         | 11회       | 슈퍼파워가 생겼어요          | 2019년 7월 14일 |                                                    |
| 23화         | 12회       | 우주에서 온 친구, 예삐!      | 2019년 7월 15일 |                                                    |
| 24화         | 12회       | 결전! 테라킹 해적단(전편)    | 2019년 7월 16일 |                                                    |
| 25화         | 13회       | 결전! 테라킹 해적단(후편)    | 2019년 7월 17일 |                                                    |
| 26화         | 13회       | 등장! 수수께끼의 흑기사      | 2019년 7월 18일 |                                                    |
| 27화         | 14회       | 비행기를 화나게 하지마       | 2019년 7월 19일 | 에어하이더                                         |
| 28화         | 14회       | 멋진 집을 짓고 싶어          | 2019년 7월 20일 | 파워로더                                           |
| 29화         | 15회       | 우리 동네 놀이공원           | 2019년 7월 21일 |                                                    |
| 30화         | 15회       | 보물성 대 탐험               | 2019년 7월 22일 |                                                    |
| 31화         | 최종화(16) | 4대합체! 킹포트란            | 2019년 7월 23일 | 킹포트란 (리젠트 + 빅보스 + 에어하이더 + 파워로더) |
| 32화(최종화) | 최종화(16) | 결전! 지구를 지켜라          | 2019년 7월 24일 |                                                    |

시즌 3 32화가 마지막이며, 또봇V는 미완성으로 끝났다.